# Открытие Земли
«Открытие Земли» — научно-популярня серия книг по истории географических исследований и открытий. Выходила с 1962 года в Государственном издательстве географической литературы (Географгиз, Москва). После включения Географгиза в состав образованного издательства «Мысль», уже в качестве редакции географической литературы, выпуск серии был продолжен под новой издательской маркой.
Разработчиком концепции серии и автором нескольких выпусков (одного из них в соавторстве со своим сыном) был известный советский историк географии Иосиф Петрович Магидович (1889—1976).
Формат книги: 60x90/16 (~145х217 мм); переплёт ледериновый, суперобложка.

## Книги серии

### 1962
- Магидович И. П. История открытия и исследования Северной Америки. — М.: Географгиз, 1962. — 476 с. — (Открытие Земли). — 5000 экз.

### 1963
- Трёшников А. Ф. История открытия и исследования Антарктиды. — М.: Географгиз, 1963. — 432 с. — (Открытие Земли). — 17 000 экз.

### 1965
- Магидович И. П. История открытия и исследования Центральной и Южной Америки. — М.: Мысль, 1965. — 455 с. — (Открытие Земли). — 12 000 экз.

### 1966
- Свет Я. М. История открытия и исследования Австралии и Океании. — М.: Мысль, 1966. — 400 с. — (Открытие Земли). — 12 000 экз.

### 1969
- История открытия и исследования Советской Азии: Сборник / Авторы: Белов М. И., Гвоздецкий Н. А., Мурзаев М. Э. и др. — М.: Мысль, 1969. — 535 с. — (Открытие Земли). — 13 000 экз.

### 1970
- Магидович И. П., Магидович В. И. История открытия и исследования Европы. — М.: Мысль, 1970. — 456 с. — (Открытие Земли). — 15 000 экз.

### 1973
- Горнунг М. Б., Липец Ю. Г., Олейников И. Н. История открытия и исследования Африки. — М.: Мысль, 1973. — 454 с. — (Открытие Земли). — 14 000 экз.